# Philipp Maximilian Opiz
Philipp Maximilian Opiz (ibland har förnamnet stavats Filip Max), född 5 juni 1787, död 20 maj 1858, var en tjeckisk botaniker med tyskt påbrå. 

## Eponymer
Släkten

(Brassicaceae)
Opizia Raf., 1836
(Poaceae)
Opizia J.Presl, 1830
Arter

(Aceraceae)
Acer opizii Ortmann
(Lamiaceae)
Thymus × opizii F.Weber
(Piperaceae)
Peperomia opiziana A.Dietr.
Piper opizianum A.Dietr.
(Violaceae)
Viola opizii Knaf ex Nyman
Auktorsnamnet Opiz kan användas för Philipp Maximilian Opiz i samband med ett vetenskapligt namn inom botaniken; se Wikipediaartiklar som länkar till auktorsnamnet.